# (250) Беттина
(250) Беттина (нем. Bettina) — довольно крупный астероид главного пояса. Он был открыт 3 сентября 1885 года австрийским астрономом Иоганном Пализой в Венской обсерватории и назван в честь Баронессы Беттины фон Ротшильд, жены известного венского банкира Альберта фон Саломона Ротшильда , который купил право дать этому астероиду имя за £50.

Орбита астероида Беттина и его положение в Солнечной системе
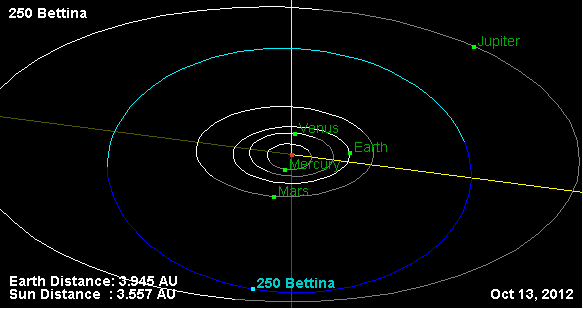
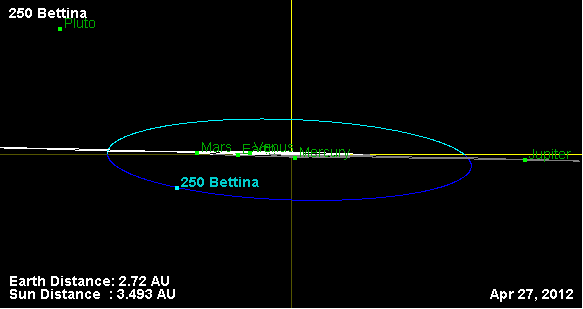